# Harry Clifford Fassett
Harry Clifford Fassett, né le 9 mai 1870 à Contra Costa Co. en Californie et mort le 9 décembre 1953 à San Francisco, est un biologiste marin américain, un agent gouvernemental travaillant pour la Commission des pêches des États-Unis et un membre de l'Académie des sciences de Californie.

## Biographie
De 1899 à 1900, Harry Clifford Fassett réalise avec Charles Haskins Townsend, à bord de l'USS Albatross, un voyage dans l'océan Pacifique pour cartographier et photographier les îles afin de recenser les peuplements et les ressources.